# Instrument landing system

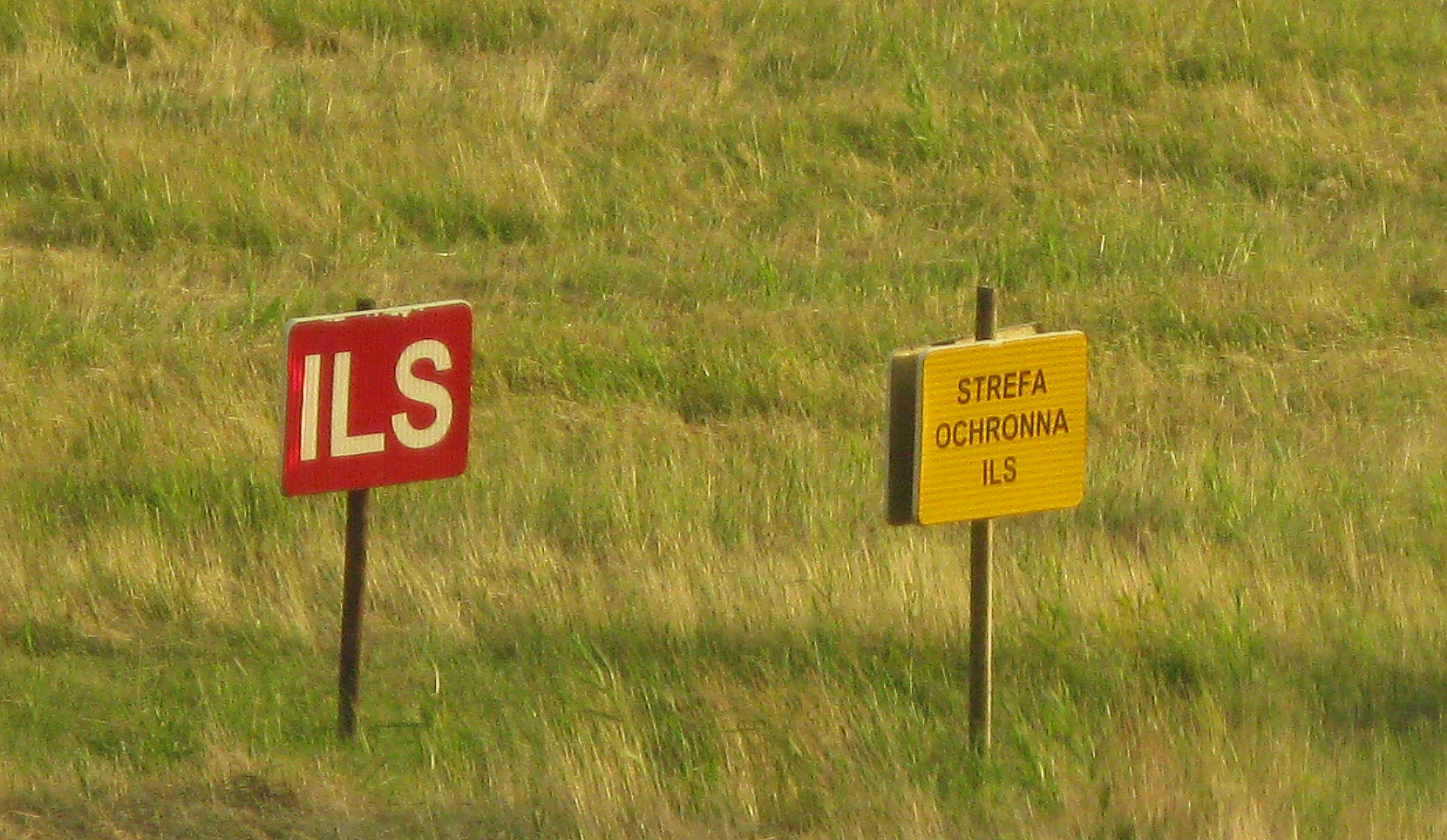
Tabliczki informujące o obecności ILS, port lotniczy Bydgoszcz-Szwederowo

Płaszczyzny ILS

Schemat umiejscowienia anten systemu ILS oraz obrysy ich wiązek

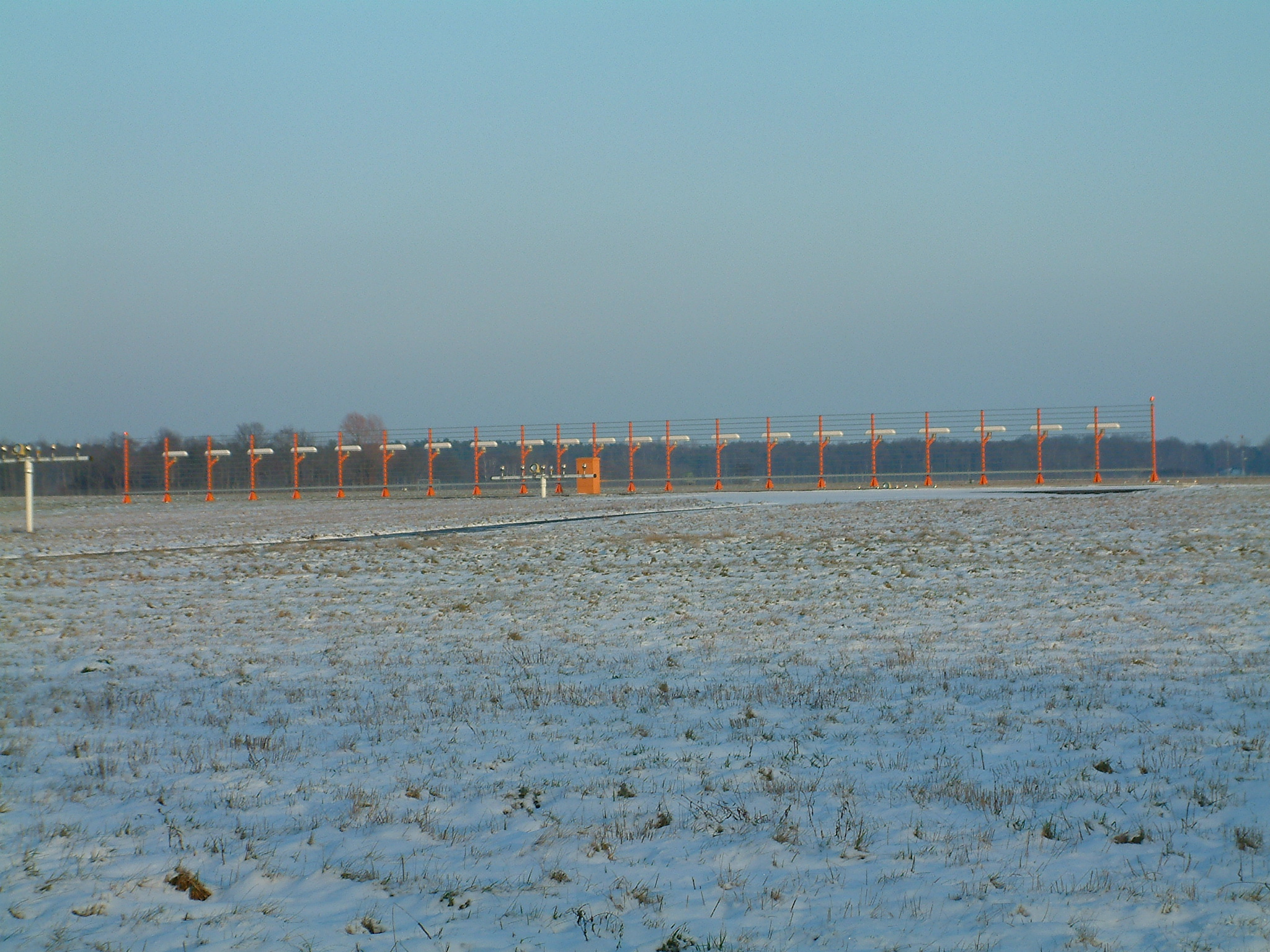
Anteny lokalizatora systemu ILS na lotnisku w Hanowerze

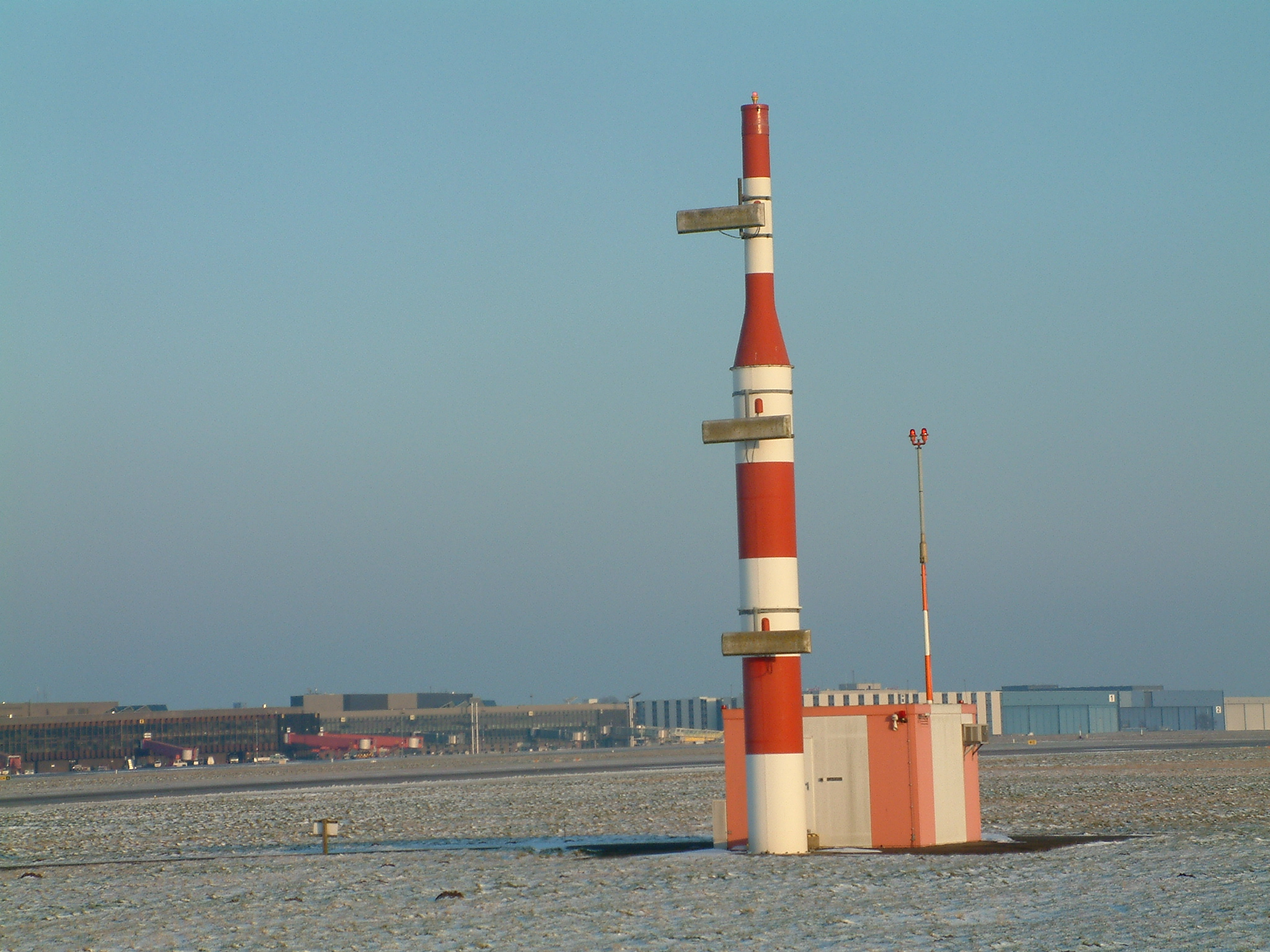
Stacja "Glideslope" (DME) systemu ILS na lotnisku w Hanowerze

ILS (ang. instrument landing system) – radiowy system nawigacyjny, wspomagający lądowanie samolotu w warunkach ograniczonej widzialności. ILS pozwala na automatyczne lądowania.

## Przeznaczenie
System umożliwia precyzyjne prowadzenie samolotu od granicy zasięgu do – w zależności od kategorii systemu – pewnego punktu na ścieżce schodzenia lub do punktu przyziemienia na pasie startowym. Składają się na niego następujące urządzenia:
- radiolatarnia kierunku emitująca sygnał w płaszczyźnie pionowej i wyznaczająca w przestrzeni oś drogi lądowania.
- radiolatarnia ścieżki podejścia emitująca sygnał w płaszczyźnie poziomej, wyznaczająca w przestrzeni kąt podejścia do lądowania
- trzy radiolatarnie znakujące: outer marker (OM), middle marker (MM), inner marker (IM), służące określaniu odległości i wysokości statku powietrznego w stosunku do progu drogi startowej[4]
- radiodalmierz (distance measuring equipment) stosowany opcjonalnie zamiast radiolatarni znakujących lub jako ich uzupełnienie.

## Kategorie ILS
Istnieją trzy kategorie systemu ILS:
1. Operacja kategorii I (CAT I). Precyzyjne podejście i lądowanie według wskazań przyrządów, przy:
  - wysokości decyzji nie mniejszej niż 60 m (200 stóp); oraz
  - widzialności nie mniejszej niż 800 m lub zakresie widzialności na drodze lądowania (RVR) nie mniejszym niż 550 m.
2. Operacja w kategorii II (CAT II). Precyzyjne podejście według wskazań przyrządów i lądowanie przy:
  - wysokości decyzji mniejszej niż 60 m (200 stóp), ale nie mniejszej niż 30 m (100 stóp); oraz
  - widzialności na drodze startowej nie mniejszej niż 300 m.
3. Operacja w kategorii III A (CAT III A). Precyzyjne podejście według wskazań przyrządów i lądowanie przy:
  - wysokości decyzji mniejszej niż 30 m (100 stóp) lub braku wysokości decyzji; oraz
  - widzialności na drodze startowej (RVR) nie mniejszej niż 200 m.
4. Operacja w kategorii III B (CAT III B). Precyzyjne podejście według wskazań przyrządów i lądowanie przy:
  - wysokości decyzji mniejszej niż 15 m (50 stóp) lub braku wysokości decyzji; oraz
  - widzialności wzdłuż drogi startowej (RVR) mniejszej niż 200 m, ale nie mniejszej niż 75 m.
5. Operacja w kategorii III C (CAT III C). Precyzyjne podejście według wskazań przyrządów i lądowanie w warunkach braku wysokości decyzji i braku widzialności wzdłuż drogi startowej (RVR).

Jeżeli wartości wysokości decyzji (DH) i zakresu widzialności na drodze startowej (RVR) należą do różnych kategorii operacji, operacje podejścia według wskazań przyrządów i lądowania należy wykonywać zgodnie z wymaganiami kategorii nakładającej najbardziej rygorystyczne wymagania (np. operację, gdzie wartość DH należy do zakresu przewidzianego dla CAT III A, ale wartość RVR należy do zakresu przewidzianego dla CAT III B należy uważać za operację CAT III B; zaś w przypadku wartości DH z zakresu CAT II, a wartości RVR z zakresu CAT I — operację należy uznać za operacje CAT II).

## Ograniczenia ILS
System ILS jest obecnie standardowym radiowym systemem nawigacyjnym wspomagającym lądowanie i prawie każde większe lotnisko posiada co najmniej jeden kierunek podejścia obsługiwany przez system ILS. Ma on jednak kilka wad, np.:
- wyznacza w przestrzeni tylko jedną ścieżkę podejścia, ścieżka ta jest linią prostą;
- dostarcza tylko informacje jakościowe, tzn. np.: jesteś na prawo od ścieżki podejścia;
- posiada tylko 40 kanałów pracy, co może być problemem przy kilku lotniskach mieszczących się niedaleko siebie;
- jest ciągle zagrożony zakłóceniami ze strony rozgłośni pracujących na sąsiednich częstotliwościach;
- ma wysokie wymagania co do lokalizacji, teren przed antenami musi być wyrównany, a odbicia sygnału od gruntu i budynków mogą powodować zakłócenia
- koszt urządzeń ILS to ok. 4 miliony złotych (bez towarzyszącej infrastruktury)[9].

Między innymi z tych powodów prowadzone są prace nad nowymi systemami podejścia, takimi jak MLS (od ang. microwave landing system) albo CDGPS i innymi.

## ILS w Polsce
- Kategoria I: Szczecin-Goleniów, Bydgoszcz-Szwederowo, Łódź-Lublinek, Zielona Góra-Babimost, Port lotniczy Kraków-Balice
- Kategoria II: Warszawa-Radom (Radom-Sadków)[10], Warszawa-Modlin, Wrocław-Strachowice, Rzeszów-Jasionka, Lublin[11] i Katowice-Pyrzowice[12], Poznań-Ławica, Olsztyn - Mazury
- Kategoria IIIa: Lotnisko Chopina[13]
- Kategoria IIIb: Port lotniczy Gdańsk[14]